# Heinrich Caspari

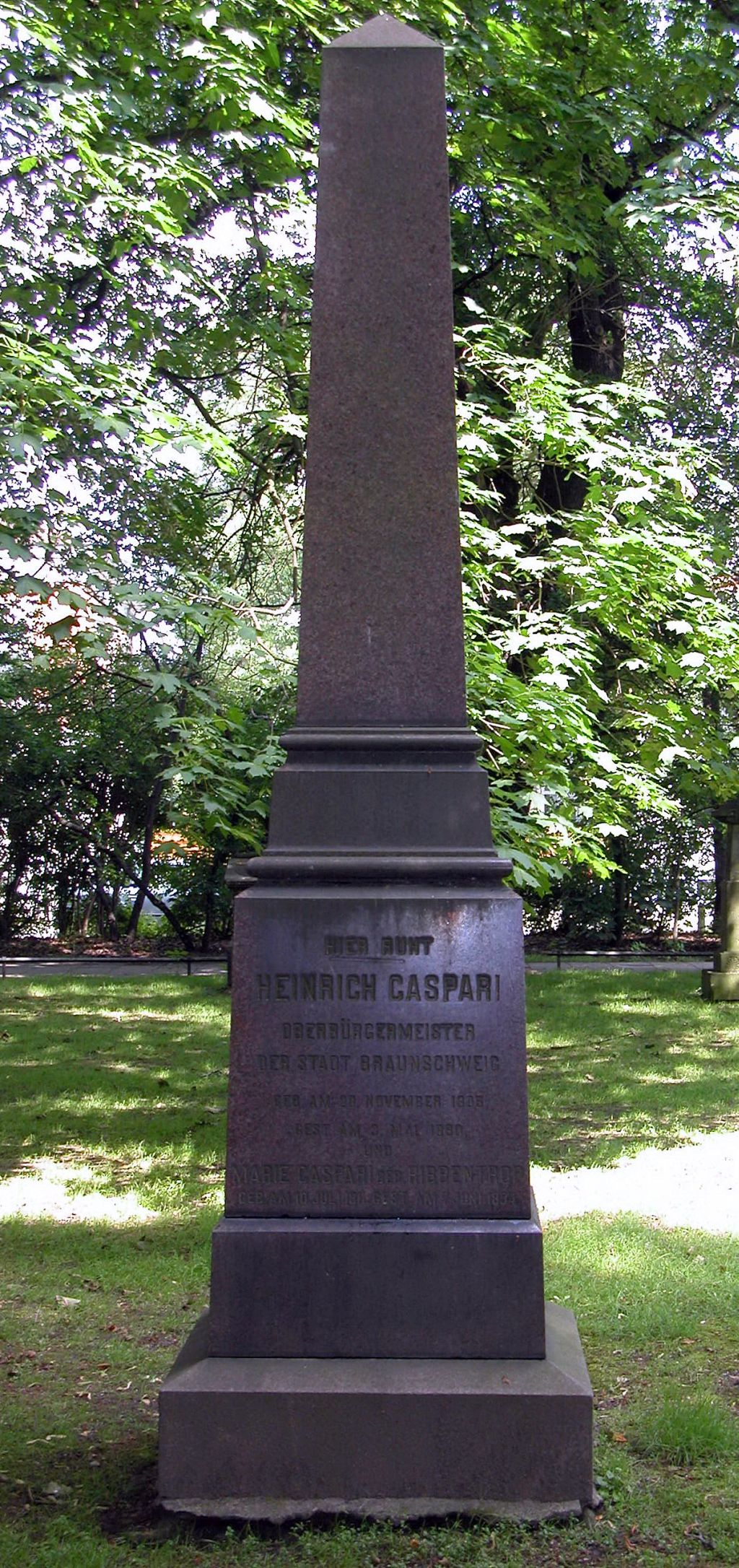
Casparis Grab auf dem Katharinen-Friedhof

Karl Wilhelm Heinrich Caspari (* 29. November 1805 in Braunschweig; † 3. Mai 1880 ebenda) war von 1848 bis 1879 Oberbürgermeister der Stadt Braunschweig.

## Leben und Werk
Der Arztsohn Caspari besuchte das Collegium Carolinum in Braunschweig und studierte anschließend Rechtswissenschaft an der Universität Göttingen, wo er sich dem Corps Brunsviga anschloss. Zu Beginn seiner Beamtenlaufbahn arbeitete er ab 1834 als Justizamtmann in Blankenburg, bevor er 1841 nach Wolfenbüttel an das herzogliche Amtsgericht wechselte. In seiner Heimatstadt wurde er 1847 Polizeidirektor. Nach dem Rücktritt des Magistratsdirektors Wilhelm Bode wurde Caspari im April 1848 zu dessen Nachfolger gewählt. Den Titel eines Oberbürgermeisters erhielt er von Herzog Wilhelm. Seit 1848 gehörte Caspari dem Braunschweigischen Landtag an, dessen Präsident er lange Jahre war.

### Der Caspari-Vertrag
Caspari ist Namensgeber des im August 1858 zwischen der Stadt Braunschweig und der herzoglichen Landesregierung geschlossenen Vertrages, der das 1832 von Bode durchgesetzte „Interimistikum“ ersetzte und bis 1934 Bestand hatte. Er verschaffte der Stadt finanzielle Vorteile, da der Staat zukünftig die Instandhaltungskosten für die Oker und ihre Brücken sowie für die Wallanlagen zu tragen hatte. Auch an weiteren Kosten für die Erhaltung der städtischen Infrastruktur, wie beispielsweise die Straßenpflasterung, -reinigung und -beleuchtung, wurde die Landesregierung beteiligt. Der Staat bekam Gewandhaus und Alte Waage zugesprochen, während die Stadt das Altstadtrathaus zurückerhielt.

### Auf dem Weg zur Industriestadt
Während der Amtszeit Casparis stieg die Bevölkerungszahl der Stadt deutlich an und überschritt 1867 die Grenze von 50.000. Der erforderliche Ausbau der Infrastruktur wurde erreicht durch den Bau eines Gaswerks (1852; 1864 städtisch), eines Wasserwerks (1865), des Schlachthofes (1879), die Schaffung einer Berufsfeuerwehr (1875) und die Einrichtung mehrerer Schulen. Im Jahre 1857 wurden in der Stadt Hausnummern eingeführt und 1863 wurde die erste Braunschweiger Bauordnung erlassen. Mit der Kanalisierung wurde 1869 begonnen. Caspari förderte die im Jahre 1860 erfolgte Gründung der „Städtischen Sammlungen“, bestehend aus Stadtarchiv, Stadtbibliothek und Städtischem Museum.
Im Jahr seines Rücktritts wurde ihm zum 20. Februar 1879 das Ehrenbürgerrecht der Stadt Braunschweig verliehen.
Nach ihm ist die Casparistraße in der Braunschweiger Innenstadt benannt. Im April 2013 stimmten die Anwohner der Braunschweiger Nordstadt dafür, ein Neubaugebiet in ihrem Bezirk nach ihm Caspari-Viertel zu nennen.